# Jamesiella
Jamesiella is een geslacht van korstmossen dat behoort tot de orde Lecanorales van de ascomyceten. De typesoort is de aspergekorst (Jamesiella anastomosans).

## Soorten
Volgens Index Fungorum telt het geslacht vier soorten (peildatum december 2021):
| Soortnaam                              | Auteur(s)                                   | Publicatiejaar |
| -------------------------------------- | ------------------------------------------- | -------------- |
| Jamesiella anastomosans (Aspergekorst) | (P. James & Vězda) Lücking, Sérus. & Vězda  | 2005           |
| Jamesiella chaverriae                  | Chaves, L. Umaña & Lücking                  | 2006           |
| Jamesiella dacryoidea                  | Fryday                                      | 2021           |
| Jamesiella perlucida                   | (Vězda & Hafellner) Lücking, Sérus. & Vězda | 2005           |